# HC Oceláři Třinec v české hokejové extralize 2000/2001

## Základní část

### HC Becherovka Karlovy Vary
- HC Oceláři Třinec - HC Becherovka Karlovy Vary 4 : 1 (1 : 1, 2 : 0, 1 : 0)
- HC Becherovka Karlovy Vary – HC Oceláři Třinec 4 : 0 (1 : 0, 2 : 0, 1 : 0)
- HC Oceláři Třinec - HC Becherovka Karlovy Vary 5 : 1 (1 : 0, 1 : 1, 3 : 0)
- HC Becherovka Karlovy Vary – HC Oceláři Třinec 2 : 3 (0 : 0, 0 : 2, 2 : 1)

### HC Vagnerplast Kladno
- HC Oceláři Třinec – HC Vagnerplast Kladno 7 : 3 (1 : 0, 4 : 2, 2 : 1) - hetrik Viktor Ujčík
- HC Vagnerplast Kladno - HC Oceláři Třinec 6 : 4 (0 : 1, 2 : 1, 4 : 2)
- HC Oceláři Třinec – HC Vagnerplast Kladno 3 : 1 (1 : 0, 0 : 0, 2 : 1)
- HC Vagnerplast Kladno - HC Oceláři Třinec 1 : 6 (0 : 2, 0 : 2, 1 : 2)

### HC Sparta Praha
- HC Oceláři Třinec - HC Sparta Praha 5 : 3 (2 : 1, 0 : 2, 3 : 0)
- HC Sparta Praha – HC Oceláři Třinec 2 : 5 (0 : 1, 1 : 4, 1 : 0)
- HC Oceláři Třinec – HC Sparta Praha 2 : 2 PP (1 : 0, 0 : 2, 1 : 0)
- HC Sparta Praha – HC Oceláři Třinec 3 : 6 (0 : 2, 1 : 3, 2 : 1)

### HC IPB Pojišťovna Pardubice
- HC IPB Pojišťovna Pardubice - HC Oceláři Třinec 6 : 0 (2 : 0, 1 : 0, 3 : 0)
- HC Oceláři Třinec - HC IPB Pojišťovna Pardubice 5 : 3 (4 : 3, 0 : 0, 1 : 0)
- HC IPB Pojišťovna Pardubice - HC Oceláři Třinec 9 : 2 (5 : 0, 1 : 0, 3 : 2)
- HC Oceláři Třinec - HC IPB Pojišťovna Pardubice 3 : 5 (1 : 1, 1 : 1, 1 : 3)

### HC Excalibur Znojemští Orli
- HC Excalibur Znojemští Orli - HC Oceláři Třinec 6 : 5 PP (2 : 2, 3 : 2, 0 : 1) - branka v 64. minutě Milan Procházka
- HC Oceláři Třinec - HC Excalibur Znojemští Orli 4 : 1 (0 : 0, 3 : 0, 1 : 1) - 1000. branka Třince v součtu základní části a play-off vstřelil obránce Petr Gřegořek (v 15. kole 20.10.2000, 3. gól)
- HC Excalibur Znojemští Orli - HC Oceláři Třinec 4 : 2 (1 : 2, 0 : 0, 3 : 0)
- HC Oceláři Třinec - HC Excalibur Znojemští Orli 3 : 2 PP (0 : 0, 2 : 2, 0 : 0) - branka v 63:45 minutě Branislav Jánoš

### HC České Budějovice
- HC České Budějovice – HC Oceláři Třinec 5 : 2 (0 : 1, 5 : 1, 0 : 0)
- HC Oceláři Třinec - HC České Budějovice 4 : 2 (1 : 0, 0 : 0, 3 : 2)
- HC České Budějovice – HC Oceláři Třinec 3 : 2 (1 : 0, 1 : 1, 1 : 1)
- HC Oceláři Třinec - HC České Budějovice 4 : 2 (4 : 1, 0 : 0, 0 : 1)

### HC Continental Zlín
- HC Oceláři Třinec - HC Continental Zlín 5 : 2 (1 : 1, 3 : 0, 1 : 1)
- HC Continental Zlín – HC Oceláři Třinec 4 : 1 (1 : 0, 1 : 1, 2 : 0)
- HC Oceláři Třinec - HC Continental Zlín 3 : 1 (0 : 1, 0 : 0, 3 : 0)
- HC Continental Zlín – HC Oceláři Třinec 6 : 4 (0 : 2, 2 : 1, 4 : 1)

### HC Femax Havířov
- HC Oceláři Třinec - HC Femax Havířov 3 : 3 PP (2 : 1, 1 : 2, 0 : 0)
- HC Femax Havířov - HC Oceláři Třinec 4 : 2 (1 : 2, 0 : 0, 3 : 0) 300.zápas HC Oceláři Třinec v extralize
- HC Oceláři Třinec - HC Femax Havířov 7 : 5 (3 : 0, 3 : 3, 1 : 2)
- HC Femax Havířov - HC Oceláři Třinec 5 : 4 (2 : 1, 2 : 1, 1 : 2)

### HC Slavia Praha
- HC Slavia Praha – HC Oceláři Třinec 4 : 2 (1 : 1, 2 : 0, 1 : 1)
- HC Oceláři Třinec - HC Slavia Praha 5 : 2 (2 : 0, 2 : 0, 1 : 2)
- HC Slavia Praha – HC Oceláři Třinec 2 : 1 (1 : 0, 1 : 1, 0 : 0)
- HC Oceláři Třinec - HC Slavia Praha 6 : 0 (2 : 0, 3 : 0, 1 : 0)

### HC Keramika Plzeň
- HC Keramika Plzeň – HC Oceláři Třinec 0 : 2 (0 : 0, 0 : 1, 0 : 1)
- HC Oceláři Třinec – HC Keramika Plzeň 3 : 2 PP (1 : 1, 1 : 0, 0 : 1) - branka v 65. minutě Richard Kapuš
- HC Keramika Plzeň – HC Oceláři Třinec 6 : 2 (2 : 2, 3 : 0, 1 : 0)
- HC Oceláři Třinec – HC Keramika Plzeň 3 : 4 PP (0 : 0, 2 : 0, 1 : 3) - branka v 64. minutě Milan Antoš

### HC Vítkovice
- HC Oceláři Třinec - HC Vítkovice 3 : 3 PP (0 : 0, 3 : 3, 0 : 0)
- HC Vítkovice - HC Oceláři Třinec 2 : 2 PP (0 : 1, 0 : 1, 2 : 0
- HC Oceláři Třinec - HC Vítkovice 3 : 4 (1 : 1, 2 : 1, 0 : 2)
- HC Vítkovice - HC Oceláři Třinec 2 : 3 PP (1 : 1, 1 : 1, 0 : 0) - branka v 62. minutě Pavel Janků

### HC Chemopetrol Litvínov
- HC Chemopetrol Litvínov - HC Oceláři Třinec 4 : 2 (2 : 1, 1 : 1, 1 : 0)
- HC Oceláři Třinec – HC Chemopetrol Litvínov 2 : 3 (0 : 1, 2 : 1, 0 : 1)
- HC Chemopetrol Litvínov - HC Oceláři Třinec 6 : 0 (2 : 0, 1 : 0, 3 : 0)
- HC Oceláři Třinec – HC Chemopetrol Litvínov 4 : 1 (2 : 0, 1 : 0, 1 : 1)

### HC Slovnaft Vsetín
- HC Slovnaft Vsetín – HC Oceláři Třinec 2 : 0 (1 : 0, 0 : 0, 1 : 0)
- HC Oceláři Třinec – HC Slovnaft Vsetín 4 : 1 (1 : 0, 2 : 0, 1 : 1)
- HC Slovnaft Vsetín – HC Oceláři Třinec 6 : 2 (2 : 0, 1 : 2, 3 : 0)
- HC Oceláři Třinec – HC Slovnaft Vsetín 0 : 2 (0 : 2, 0 : 0, 0 : 0)

## Play-off -Sezona 2000 / 2001
- HC Oceláři Třinec poprvé nepostoupili do play-off, 9 místo v základní části

|  | Čtvrtfinále                 | Čtvrtfinále     |                    |   | Semifinále | Semifinále |  |  | Finále | Finále |
|  |                             |                 |                    |   |            |            |  |  |        |        |
|  |                             |                 |                    |   |            |            |  |  |        |        |
|  | HC Slovnaft Vsetín          | 4               |                    |   |            |            |  |  |        |        |
|  | HC Slovnaft Vsetín          | 4               |                    |   |            |            |  |  |        |        |
|  | HC Continental Zlín         | 2               |                    |   |            |            |  |  |        |        |
|  | HC Continental Zlín         | 2               | HC Slovnaft Vsetín | 3 |            |            |  |  |        |        |
|  |                             |                 | HC Slovnaft Vsetín | 3 |            |            |  |  |        |        |
|  |                             | HC Slavia Praha | 1                  |   |            |            |  |  |        |        |
|  | HC Excalibur Znojemští Orli | HC Slavia Praha | 1                  | 3 |            |            |  |  |        |        |
|  | HC Excalibur Znojemští Orli |                 |                    | 3 |            |            |  |  |        |        |
|  | HC Slavia Praha             | 4               |                    |   |            |            |  |  |        |        |
|  | HC Slavia Praha             | 4               | HC Slovnaft Vsetín | 3 |            |            |  |  |        |        |
|  |                             |                 | HC Slovnaft Vsetín | 3 |            |            |  |  |        |        |
|  |                             | HC Sparta Praha | 1                  |   |            |            |  |  |        |        |
|  | HC Vítkovice                | HC Sparta Praha | 1                  | 4 |            |            |  |  |        |        |
|  | HC Vítkovice                |                 |                    | 4 |            |            |  |  |        |        |
|  | Pojišťovna Pardubice        | 3               |                    |   |            |            |  |  |        |        |
|  | Pojišťovna Pardubice        | 3               | HC Vítkovice       | 0 |            |            |  |  |        |        |
|  |                             |                 | HC Vítkovice       | 0 |            |            |  |  |        |        |
|  |                             | HC Sparta Praha | 3                  |   |            |            |  |  |        |        |
|  | HC Chemopetrol Litvínov     | HC Sparta Praha | 3                  | 2 |            |            |  |  |        |        |
|  | HC Chemopetrol Litvínov     |                 |                    | 2 |            |            |  |  |        |        |
|  | HC Sparta Praha             | 4               |                    |   |            |            |  |  |        |        |
|  | HC Sparta Praha             | 4               |                    |   |            |            |  |  |        |        |

### Statistiky HC Oceláři Třinec
| Základní část | Základní část | Základní část | Základní část | Play off | Play off | Play off | Play off |
| Ročník        | Útočníci      | Obránci       | Brankáři      | Útočníci | Obránci  | Brankáři |          |
| ------------- | ------------- | ------------- | ------------- | -------- | -------- | -------- | -------- |
| 2000/2001     | Zde           | Zde           | Zde           | nehráli  | nehráli  | nehráli  |          |

## Hráli za Třinec
- Brankáři Vlastimil Lakosil (26 ZČ) • Martin Vojtek (16 ZČ) • Marek Novotný (14 ZČ) • Pavel Maláč (1 ZČ) • Lukáš Heczko (1 ZČ)
- Obránci Jiří Kuntoš • Vladimír Vlk • Mario Cartelli • Petr Gřegořek • Tomáš Harant • Ondřej Zetek • David Nosek • Robert Procházka • Jan Slavík • Tomáš Houdek
- Útočníci Viktor Ujčík • Jozef Daňo • Branislav Jánoš • Marek Zadina • Richard Král –  • Petr Lipina • Pavel Janků • Richard Kapuš • Tomáš Němčický • David Appel • Patrik Moskal • Jiří Polanský • Jan Marek • Jiří Hašek • Zdeněk Skořepa • Roman Meluzín • Vlastimil Plavucha • Róbert Döme • Dušan Frosch
- Hlavní trenér Vladimír Vůjtek